# Hamburg (Minnesota)
Hamburg és una població dels Estats Units a l'estat de Minnesota. Segons el cens del 2000 tenia 538 habitants.

## Demografia
Segons el cens del 2000, Hamburg tenia 538 habitants, 206 habitatges, i 159 famílies. La densitat de població era de 1.038,6 habitants per km².
Dels 206 habitatges en un 35% hi vivien nens de menys de 18 anys, en un 66,5% hi vivien parelles casades, en un 7,8% dones solteres, i en un 22,8% no eren unitats familiars. En el 19,9% dels habitatges hi vivien persones soles el 9,2% de les quals corresponia a persones de 65 anys o més que vivien soles. El nombre mitjà de persones vivint en cada habitatge era de 2,61 i el nombre mitjà de persones que vivien en cada família era de 2,99.
Per edats la població es repartia de la següent manera: un 24,9% tenia menys de 18 anys, un 8,2% entre 18 i 24, un 29% entre 25 i 44, un 22,5% de 45 a 60 i un 15,4% 65 anys o més.
L'edat mediana era de 37 anys. Per cada 100 dones de 18 o més anys hi havia 102 homes.
La renda mediana per habitatge era de 47.578 $ i la renda mediana per família de 50.673 $. Els homes tenien una renda mediana de 37.250 $ mentre que les dones 28.542 $. La renda per capita de la població era de 21.221 $. Entorn del 4,8% de les famílies i el 5,6% de la població estaven per davall del llindar de pobresa.

## Poblacions més properes
El següent diagrama mostra les poblacions més properes.